# Pat Fothergill
Ann Patricia "Pat" Fothergill (nascida Waddington; Woodford Wells, Essex, 13 de fevereiro de 1936 - Stonehaven, 28 de janeiro de 2017) foi uma roboticista britânica.
Estudou no Newnham College da Universidade de Cambridge.